# Josef Vyleťal
Josef Vyleťal (18. června 1940 Brno – 3. února 1989 Praha) byl český malíř a grafik. Proslul tvorbou filmových plakátů. Jeho volná tvorba bývá řazena k magickému realismu nebo surrealismu.

## Životopis
Studoval architekturu na Vysoké škole technické v Bratislavě, po třech letech přešel na Vysokou školu uměleckoprůmyslovou v Praze, do ateliéru Adolfa Hoffmeistera, ale byl ze školy vyloučen. Poté byl povolán na vojnu, ze které byl předčasně propuštěn a živil se jako čistič kotlů v elektrárně v pražských Holešovicích. Od roku 1962 pracoval jako scénograf v Divadle Na zábradlí, od roku 1967, kdy se stal členem Svazu umělců, se mohl živit volnou tvorbou (zejm. cykly Apokalypsa, Hrůzy války, Hold Franciscu Goyovi). V 60. letech byl členem redakční rady časopisu Tvář. Spolupracoval i s filmem, byl například výtvarníkem filmu Panna a netvor režiséra Juraje Herze, spolupracoval i s Františkem Vláčilem (Koncert na konci léta) nebo Jurajem Jakubiskem (Perinbaba).
Spolupracoval i na výtvarné stránce televizního seriálu Křeček v noční košili. Jako herec se mihl ve westernu Cesta na Jihozápad. Vytvořil 124 filmových plakátů, ke snímkům domácím i zahraničním (Ústřední půjčovna filmů v komunistickém Československu si i zahraniční snímky propagovala sama a objednávala si u českých výtvarníků za tím účelem vlastní plakáty, které byly obvykle mnohem umělečtější než zahraniční originály). K jeho slavným plakátům patří například ten k Felliniho Amarcordu. Plakát k filmu Panna a netvor získal cenu na Mezinárodním filmovém festivalu v Chicagu v roce 1979. V letech 1978–1980 vyzdobil rozsáhlými freskami (600 metrů), za pomoci klasické malířské techniky, strop kolonády v Mariánských Lázních.
Jeho manželkou se stala rovněž výtvarnice Olga Poláčková-Vyleťalová. Výtvarníkem byl i jeho bratr Jan Vyleťal. Byl osobním přítelem Salvadora Dalího a Václava Havla.